# Nuance Communications
Nuance Communications es una multinacional estadounidense de tecnología software, con sede en Burlington, Massachusetts, Estados Unidos,  cuya actividad se centra en el desarrollo de aplicaciones de escáner y voz. Su producción comercial se centra en software de reconocimiento de voz, sistemas de dirección de llamadas telefónicas, directorios telefónicos automatizados, sistemas de transcripción médica, reconocimiento óptico de caracteres (OCR) y software de escaneo. Nuance también dedica parte de su actividad a generar software y sistemas de desarrollo para agencias de índole militar y gubernamental. 
Fue anunciada la compra por parte de Microsoft el 12 de abril de 2021. La compra se cerro de forma oficial el 4 de marzo de 2022, comenzado una nueva era para ambas empresas.

## Historia de la empresa

### Origen e inicios
Nuance nace en 1994 en Menlo Park, California, como filial del laboratorio dedicado al desarrollo e investigación de tecnologías de reconocimiento de voz (Star), de SRI International. Esta nueva empresa se fundó con el objetivo de comercializar un dispositivo de reconocimiento de voz, desarrollado por SRI en asociación con el gobierno de los Estados Unidos. Al finalizar el año, Nuance se escinde de su empresa matriz, con lo que pasa a ser una empresa independiente. 
En sus inicios, se abre camino en el mercado mediante la automatización de centros de llamadas. La centralización de llamadas era una realidad reciente en las grandes empresas, ya que el coste de personal era demasiado elevado. Nuance demostró a través de sus proyectos iniciales la funcionalidad y los beneficios de mecanizar estas centralitas. 
Las primeras aplicaciones de Nuance se diseñaron para los sistemas operativos Windows NT y Solaris, por lo general basándose en tarjetas Dialogic para el hardware de telefonía.
Nuance lanza su primera aplicación de voz en 1996; su primera participación en bolsa, concretamente en el Nasdaq, tiene lugar cuatro años más tarde, el 13 de abril de 2000, bajo el título NUAN. En noviembre de ese mismo año, Nuance adquiere la compañía de mensajería de voz instantánea SpeechFront, por 10,5 millones de dólares, dinero aportado en efectivo y acciones.

### Proceso de adquisición y fusión con Scansoft
Nuance y su principal competidor en el mercado de sistemas de reconocimiento de voz, Scansoft, se fusionaron en octubre de 2005. La "fusión", como se le denominó oficialmente, fue una adquisición de facto de Nuance por parte de ScanSoft, en la que se mantuvo el nombre de la primera como el oficial de la empresa. Antes de 1999, ScanSoft era conocido como Visioneer, compañía dedicada a la creación de hardware y software de escaneo. En 1999, Visioneer compró ScanSoft  (filial por aquel entonces de Xerox) y adoptó el nombre de esta última como el nombre oficial de la empresa. El ScanSoft original tenía sus raíces en Kurzweil Computer Products, una empresa de software que desarrolló el primer sistema de reconocimiento de caracteres, Omni-font. 
Este proceso de fusiones y adquisiciones da sus frutos en 2008, cuando la empresa experimenta un fuerte crecimiento interno.

### Adquisición por Microsoft
Fue anunciada la compra por parte de Microsoft el 12 de abril de 2021. La multinacional ha explicado que ayudará a su estrategia en la nube para transformar el trabajo y la atención a futuro. El 4 de marzo de 2022 la compra de Nuance por parte de Microsoft se cerro de forma oficial, inicando una nueva era para ambas empresas con el fin de mejorar la experencia en la nube y en la inteligencia artificial.

## Productos
- PaperPort
- Equitrac
- eCopy (eCopy PDF Pro Office)[8][9]
- Power PDF
- SafeCom
- Omnipage
- Dragon Natura
- Dragon NaturallySpeaking
- Dragon Mobile Assistant
- Dragon Dictate (anteriormente MacSpeech)
- Swype
- Vlingo para teléfonos móviles